# Destinée manifeste
Ne doit pas être confondu avec Dessein intelligent.

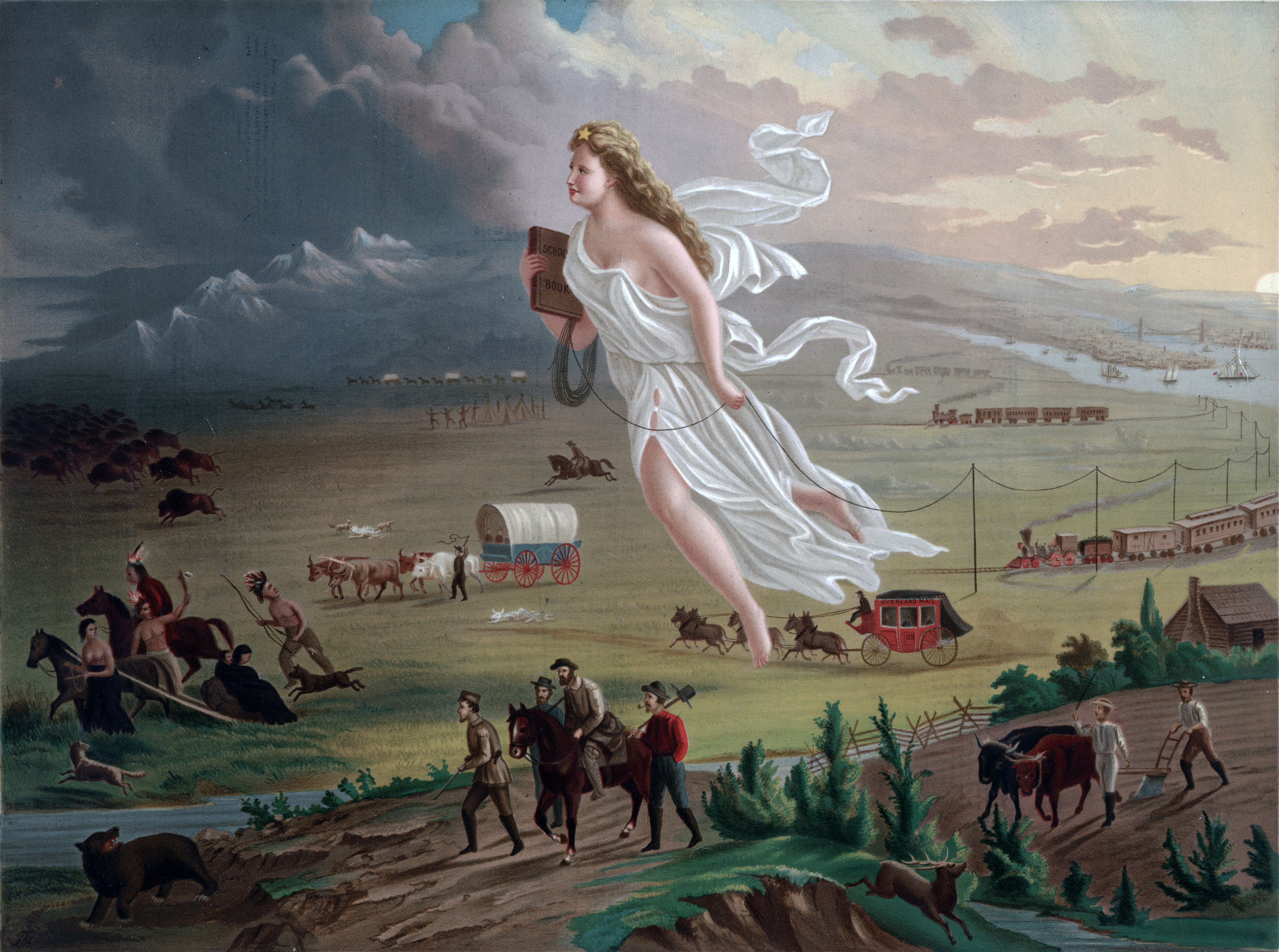
Cette œuvre, intitulée American Progress et peinte vers 1872 par John Gast, est une représentation allégorique de la « Destinée manifeste ». Dans cette scène, une femme angélique (parfois identifiée comme Columbia, la personnification du Progrès aux États-Unis du XIXe siècle), porte la lumière de la « civilisation » à l'ouest avec les colons américains, câblant le télégraphe dans son sillon. Les Amérindiens et les animaux sauvages fuient vers les ténèbres de l'ouest sauvage.

La « destinée manifeste » (en anglais : Manifest Destiny) est une expression apparue en 1845 pour désigner la forme américaine de l'idéologie calviniste selon laquelle la nation américaine aurait pour mission divine l'expansion de la « civilisation » vers l'Ouest, et à partir du XXe siècle dans le monde entier. Elle est surtout liée à la conquête de l'Ouest américain.
Cette croyance messianique en une élection divine (prédestination), qui est déjà présente chez les Pères pèlerins puritains arrivés en Amérique sur le Mayflower, est promue  aux États-Unis dans les années 1840 par les républicains-démocrates, plus particulièrement par les « faucons » sous la présidence de James Polk.

## Origine de l'expression
L’expression Manifest Destiny est apparue pour la première fois en 1845 dans un article du journaliste new-yorkais John O'Sullivan, paru dans le United States Magazine and Democratic Review, où il exhortait les États-Unis à annexer la république du Texas. O’Sullivan utilisa cette expression pour décrire le caractère « de droit divin » de l’irréversible colonisation du continent nord-américain par les Anglo-saxons de la côte Est.
Il déclare : « It is our manifest destiny to overspread the continent alloted by Providence for the free development of our yearly multiplying millions. » (« C'est notre destinée manifeste de nous déployer sur le continent confié par la Providence pour le libre développement de notre grandissante multitude. »).
La destinée manifeste des États-Unis est de repeupler le continent et d'y implanter leurs institutions, parce qu'elles sont supérieures à celles venues d'Europe. Cette Manifest Destiny implique pour eux une mission à remplir, une sorte de mystique de l'expansion, qui marquera culturellement et politiquement les États-Unis.
Le chapitre 9 verset 7 de la Genèse est l'argument biblique qui justifie la Destinée manifeste (« Quant à vous, soyez féconds et multipliez-vous, répandez-vous sur la Terre »).
Le 2 décembre de la même année, le président Polk annonce au Congrès que la doctrine Monroe devait être mise en œuvre sans concessions et que les États-Unis devaient s'étendre vers l'Ouest et atteindre la côte Pacifique.
Cette destinée manifeste s’accomplit essentiellement durant les années 1840, qui furent une période de croissance extraordinaire pour les États-Unis. En 4 ans, le territoire national s’est agrandi de 1,2 million de kilomètres carrés, soit une expansion de plus de 60 %. Ce processus fut si rapide que les Américains en vinrent à le percevoir effectivement comme un processus inexorable, la destinée manifeste de leur nation étant de dominer le continent, comme O’Sullivan l’avait prédit.
Les différentes manifestations de la Destinée manifeste ne font que refléter des tendances profondes de la société et de l'idéologie américaines, à savoir l'affirmation d'un messianisme qui puise son inspiration dans la certitude d'une mission à remplir. Mais son accomplissement et la réalisation des États-Unis sous leur forme moderne est également due à une série de causes économiques et sociales.
Roxanne Dunbar-Ortiz parle d'une «course à l'innocence».

## Causes conjoncturelles

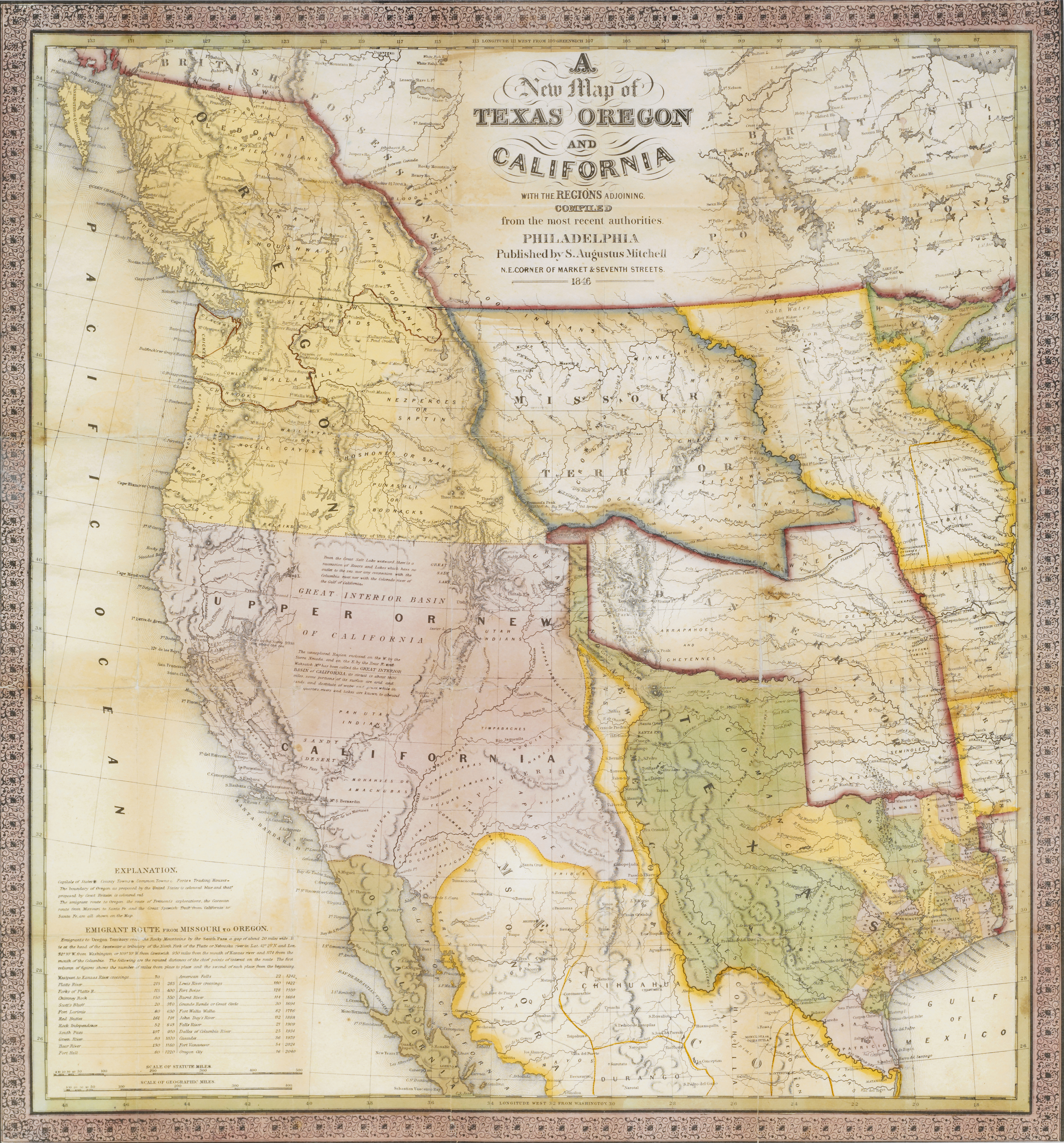
A New Map of Texas, Oregon, and California, Samuel Augustus Mitchell, 1846

### La pression économique et sociale
L'idée de destinée manifeste avait de nombreuses raisons économiques et sociales de rencontrer un certain succès :
- Pression à l'émigration dans l'Est
  - Forte natalité dans l'Est pour pourvoir aux travaux agricoles.
  - Forte pression migratoire en raison de la baisse du coût et du risque du voyage transatlantique.
  - Dépressions économiques dans l'Est de 1818, 1837, 1839 et 1841.
  - L'impossibilité d'établir des colonies agricoles dans le Nord-Est (Vermont)
- Possibilités à l'Ouest
  - Vastes territoires disponibles après la quasi-extermination des Indiens
  - Découverte en 1811 d'un passage plus aisé à travers les montagnes Rocheuses dans le Wyoming.
  - Découverte de gisements minéraux dans l'Ouest (de l'or en Californie en 1849 puis du pétrole).

Même si les États-Unis n’étaient pas à court de terres inoccupées, les expansionnistes avançaient l’argument qu’il était nécessaire de poursuivre la croissance de la République pour qu’elle survive. Ils voyaient l’abondance des terres comme garante d’une république prospère, et lançaient des avertissements contre la concentration des pouvoirs économiques et politiques. Pour eux, l’expansion territoriale, loin d’affaiblir la République, serait au contraire un moyen de la renforcer en fournissant des opportunités économiques illimitées pour les générations futures.
Les expansionnistes étaient renforcés dans leur conviction par l’urbanisation galopante, et l’explosion démographique due au fort taux de natalité et à l'afflux d'immigrants venant d’Europe. La population américaine est passée de plus de 5 millions en 1800 à plus de 23 millions en 1850. Il fallait donc s’étendre sur de nouveaux territoires pour répondre à cette croissance rapide. On estime qu’environ 4 millions d’Américains ont migré vers les territoires occidentaux entre 1820 et 1850. Ce mouvement a été encouragé par les dépressions économiques de 1818 et de 1839 qui ont poussé de nombreuses personnes à rechercher de quoi vivre sur la frontière.
Les sudistes se trouvaient parmi les champions les plus ardents de l’expansionnisme. De nouveaux États esclavagistes renforceraient le pouvoir politique du Sud à Washington et, tout aussi important, ils représenteraient un débouché pour sa population croissante d’esclaves.
En termes d’intérêts commerciaux américains, l’expansion offrait un plus grand accès à des marchés étrangers lucratifs. Les dirigeants de Washington, désireux d’entrer en compétition avec la Grande-Bretagne sur le marché asiatique, étaient convaincus depuis longtemps de l’intérêt stratégique et commercial de ports établis sur la côte ouest comme San-Francisco et d’autres ports de la Californie mexicaine. Cette volonté de tenir tête à la Grande-Bretagne jouera également un rôle moteur dans l’expansion de l’Union.

### Un besoin d'affirmation face au Royaume-Uni
Les prétentions britanniques sur le nord-ouest du continent et leurs relations privilégiées avec le Mexique touchaient directement aux intérêts économiques et politiques des États-Unis en faisant peser la menace d’un contrôle de l’ancienne métropole sur la côte Pacifique.
À cette inquiétude s’ajoutait la peur des propriétaires d’esclaves : en effet, en 1843, les représentants des États du Sud dénoncent un complot britannique visant à abolir l’esclavagisme dans tous les états d’Amérique. Les États du Sud ont demandé l’annexion immédiate de la république du Texas pour garantir la sécurité des intérêts des planteurs dans les régions cotonnières de l’Amérique du Nord.
Cette crainte des desseins britanniques joua considérablement dans le sens de la Manifest Destiny. Au milieu des années 1840, les rumeurs du complot britannico-mexicain pour empêcher l’adhésion du Texas, et d’un plan du Royaume-Uni pour annexer la Californie donnèrent un caractère urgent à l’expansionnisme américain.
Élu en 1844, le président démocrate James Polk se dépêcha d’organiser l’annexion du Texas comme 28e État, et décida de rejeter les revendications britanniques sur l’Oregon. Cette politique audacieuse aboutit à un compromis avec le gouvernement britannique à propos de l’Oregon, mais précipita les États-Unis dans la guerre avec le Mexique en 1846. Polk, qui avait fait de la Manifest destiny son thème de campagne, réalisa parfaitement son programme : tout l’Ouest américain a été annexé durant son mandat.
Les craintes américaines quant aux activités britanniques en Amérique du Nord diminuèrent considérablement dans les années 1850, les États-Unis ayant d’autres soucis : de nombreux Américains, préoccupés par la montée du conflit concernant l’esclavage, se désintéressèrent de la Destinée manifeste. Dans l’ensemble la question de manifest destiny et le mouvement expansionniste disparurent progressivement de l’agenda dans les années qui précédèrent la guerre de Sécession, qui posa la question de l’échec d’une politique expansionniste qui n’avait jamais fait l’unanimité.

## La Destinée manifeste et l'Amérique latine
En Amérique latine, les États-Unis interviennent militairement en 1824 à Porto Rico, en 1845 et 1847 au Mexique, en 1857 au Nicaragua, en 1860 dans la province alors colombienne du Panama et à nouveau au Nicaragua. En 1847, les gouvernements du Chili, de la Bolivie, de l’Équateur, de la Nouvelle Grenade (Colombie) et du Pérou se réunissent à Lima pour envisager une réaction commune à cet interventionnisme.
En 1898, après avoir vaincu les troupes espagnoles, les forces armées américaines s'emparent de Porto Rico. Par le Traité de Paris du 10 décembre 1898, l'Espagne doit également renoncer à Cuba et aux Philippines. Sous la pression de l'occupation militaire, Cuba doit incorporer à sa Constitution l'amendement Platt, approuvé par le Sénat américain en 1901. En vertu de celui-ci, La Havane reconnait le droit d'intervention des États-Unis pour « préserver l'indépendance cubaine », et maintenir un gouvernement protégeant « la vie, la propriété et les libertés individuelles ». En outre, le document précise que le gouvernement cubain vendra ou louera aux États-Unis le terrain nécessaire à l'établissement de dépôts de charbon ou de stations navales, donnant ainsi naissance à la base de Guantánamo. Interférant dans sa politique intérieure, ses institutions, son système électoral et son régime fiscal, les États-Unis interviennent militairement à Cuba en 1906, 1912 et 1917. Jusqu'en 1934, l'ile ne dispose pas de gouvernement souverain et constitue de facto un protectorat américain.
Au début du XXe siècle, les troupes américaines débarquent au Mexique, au Guatemala, au Nicaragua, en Colombie et en Équateur. En 1903, le Traité Hay-Bunau-Varilla accorde aux États-Unis, en échange de 10 millions de dollars, l'usage perpétuel du canal de Panama et une pleine souveraineté sur une zone profonde de huit kilomètres sur chacune de ses rives. Le traité confère par ailleurs des droits spéciaux à Washington en temps de guerre, faisant pratiquement du Panama, sur le plan militaire, un nouvel État de l'Union. Au Nicaragua, les États-Unis interviennent militairement en 1912 pour vaincre la résistance des libéraux, qui refusaient de reconnaitre un accord permettant aux États-Unis de disposer d'un contrôle sur les finances du pays. Placé au pouvoir par l'armée américaine, le conservateur Adolfo Díaz signe cet accord. L'armée américaine reste présente treize ans au Nicaragua, entre 1912 et 1925.
Au Honduras, les États-Unis interviennent en 1903, 1905, 1919 et 1924, généralement pour restaurer l'autorité de gouvernements menacés par des rébellions. En 1915, un corps expéditionnaire est déployé à Haïti. l'administration civile et militaire, les finances, les douanes et la banque d'État aux mains des Américains.[pas clair] Pour vaincre les rébellions nationalistes, la loi martiale est proclamée sur l'ensemble du territoire. La même loi martiale imposée en République dominicaine, où la Convention du 8 février 1907 permet aux États-Unis d'administrer les douanes et de distribuer leurs revenus aux créanciers étrangers.
Cette politique interventionniste est abandonnée dans les années 1930 par Franklin D. Roosevelt. Nombre de régimes autoritaires stables sont soutenus, voire implantés, par les États-Unis : Rafael Leonidas Trujillo en République dominicaine, Juan Vicente Gómez au Venezuela, Jorge Ubico Castañeda au Guatemala, Tiburcio Carías Andino au Honduras, Fulgencio Batista à Cuba, et Anastasio Somoza García au Nicaragua.

## Expansionnisme dans le Pacifique
En 1881, une première tentative d’annexion d'Hawaï par les États-Unis échoue. Le secrétaire d’État James Gillepsie Blaine n’en voit pas l’intérêt puisque les États-Unis contrôlent le territoire, de fait : « Bien que beaucoup plus éloigné de la côte californienne que Cuba ne l’est de la péninsule de Floride, Hawaï occupe dans la mer occidentale la même position que Cuba dans l’Atlantique. Il est la clé de la souveraineté maritime des États du Pacifique, comme Cuba est la clé du commerce du golfe. Les États-Unis ne désirent pas plus la possession matérielle de Hawaï que celle de Cuba mais en aucun cas ils ne peuvent permettre dans l’autorité territoriale de l’un ou de l’autre un changement susceptible de les couper du système américain, auquel ils appartiennent indispensablement. » Hawaï sera toutefois définitivement annexé en 1898, bien après l’installation de la base militaire de Honolulu.
Les États-Unis s'étendent également en Océanie : dans les îles Marshall (1878) et dans les îles Samoa. Leur rivalité avec le Royaume-Uni et l'Allemagne manque de dégénérer en conflit ouvert avec cette dernière ; seul un ouragan évite une bataille navale.
La guerre contre l'Espagne permet d'expulser cette dernière de la zone d’intérêt américain. Le traité de Paris de 1898 prévoit notamment la cession aux États-Unis de Guam et de la totalité des Philippines contre la somme de vingt millions de dollars. Si, officiellement, il s’agissait de préparer les Philippins à l’indépendance, de nombreux intérêts économiques aux États-Unis ne cachaient pas en effet que l’immense archipel devait jouer le rôle de plaque tournante du commerce américain en Asie. Il faudra deux ans de guerre à l'armée américaine pour anéantir la résistance des nationalistes philippins.
Les États-Unis s'engagent également en Chine où ils favorisent leurs intérêts commerciaux et participent à la répression de la révolte des Boxers. Ils penchent, au début de la guerre russo–japonaise de 1904, en faveur du Japon, que soutenait également la Grande-Bretagne, désireuse de voir la Russie éliminée de l’Orient.

## Relations avec les minorités ethniques et les voisins
Dans les années 1840, l'expression est utilisée par les hommes politiques et les dirigeants pour justifier et encourager l'expansion territoriale, présentée sous un angle missionnaire et civilisateur aux citoyens : une nation de type impérial dans laquelle les idéaux de démocratie, de liberté et de progrès sont protégés et soutenus ostensiblement doit se constituer. Dans la pratique, les immigrés d'origine non-européenne dont les esclaves (Noirs) et les Autochtones sont exclus de cette destinée.

### Relations avec les Autochtones

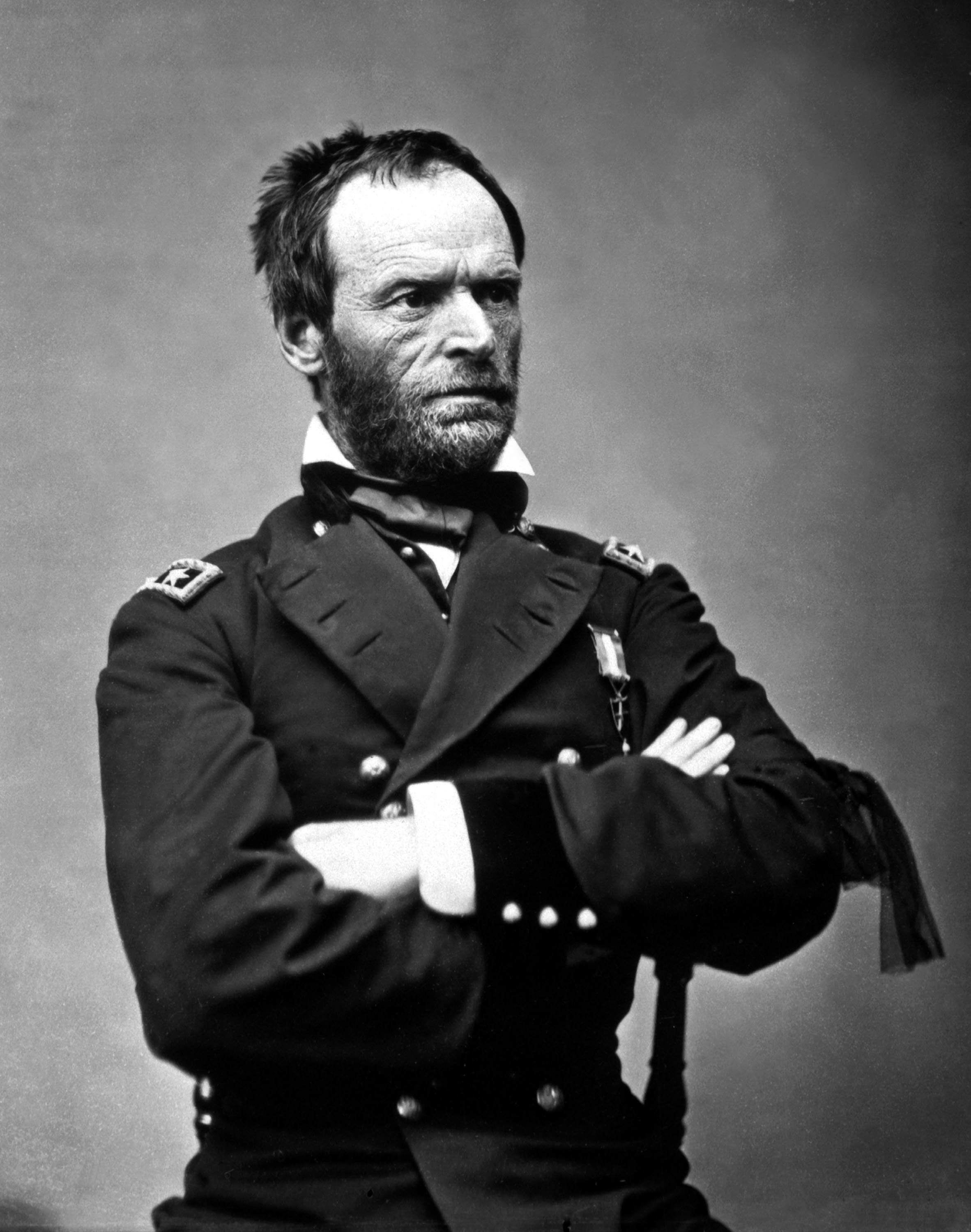
William Tecumseh Sherman

Les Premières Nations, dont les concepts de propriété terrienne sont aux antipodes de ceux de la nation en expansion, sont un obstacle à la Manifest Destiny. Ils doivent se laisser civiliser et entrer dans le mode de vie américain. Cette assimilation suit différentes voies :
- Certains partisans de la Destinée manifeste veulent imposer par la force le modèle américain. Pour eux, les Autochtones qui refusent la civilisation doivent être éliminés par la force : mise sous tutelle dans des réserves, tactique de la terre brûlée, guerres, répressions. Des généraux tels que Philip Sheridan ou William Tecumseh Sherman étaient favorables au massacre des Autochtones.
- Mais « ce sentiment n'est pas partagé par le gouvernement fédéral, par l'ensemble des officiers et par l'opinion publique de l'Est »[6]. D'autres souhaitent en effet que l'acculturation se fasse sans violence, par la négociation, l'éducation et l'évangélisation. Certains philanthropes, journalistes et ethnologues militent pour le respect des peuples autochtones et pour l'arrêt des massacres, après la guerre de Sécession.

### Relations avec le Mexique
Cette autre aspiration était la conquête de nouvelles terres, qui pouvaient représenter un revenu, l'aisance matérielle, l'autosuffisance et donc la liberté. L'esclavage était proscrit au Mexique depuis 1829, ce qui présenta un problème important pour les colons propriétaires d'esclaves qui désiraient les emmener avec eux. Manifest Destiny fut donc l'une des causes de l'annexion de terres au Mexique, en particulier du Texas, et contribua à l'expansion de l'esclavage dans le Sud.

## Justification de l'expansion territoriale

### Ingérence et annexion des territoires voisins
Pendant tout le XIXe siècle, les Américains ont vécu avec l'idée que le continent offrait des possibilités illimitées d'extension, au fur et à mesure que la Frontière était repoussée. Mais, en 1890, le commissaire responsable du recensement déclare : « There can hardly be said to be a frontier line » (« On ne peut plus vraiment parler de Frontière »). Ce n'était pas vraiment le cas, puisqu'il y avait encore de nombreux vides, les derniers États continentaux ne rejoignant l'Union que plus tard (l'Utah en 1896, l'Oklahoma en 1907, l'Arizona et le Nouveau-Mexique en 1912, et d'immenses espaces sont encore inoccupés. Mais cette annonce crée un choc psychologique, donnant l'impression que, la colonisation du continent une fois achevée il fallait orienter les énergies vers d'autres objectifs.
L'arrivée des États-Unis sur le Pacifique, avec l'entrée de la Californie dans l'Union en 1848 et celle de l'Oregon en 1859, leur a ouvert de nouveaux horizons. Désormais présents sur deux océans, les Américains se lancent dans leur première aventure lointaine en 1853, avec l'expédition du commodore Perry au Japon, inaugurant l'ère Meiji marquée par une série de réformes directement inspirées du monde occidental et l'ouverture du pays au commerce international.
Même s'ils n'en tirent pas immédiatement profit, cette intervention est significative d'une nouvelle orientation de la politique américaine. Ils ont damé le pion aux Européens, qui, eux, avaient ouvert la Chine quelques années auparavant (guerre de l'opium).
D'autre part, la Russie avait entamé des négociations en 1866 pour se dessaisir de l'Alaska qui constituait une charge pour elle. La vente en est conclue, l'année suivante, pour une somme de 7,2 M$, donnant ainsi aux États-Unis une position stratégique au Nord du continent, d'où est éliminée la dernière puissance européenne.
Désormais, les États-Unis sont présents sur deux océans en plus de devenir une grande puissance économique, égalant et même dépassant le Royaume-Uni ou l'Allemagne.

### Ingérence des États-Unis et recherche d'une hégémonie mondiale

#### Doctrine de Theodore Roosevelt (1901-1909)
Le 26e président des États-Unis, Theodore Roosevelt (1901-1909), avait une vision darwinienne des relations internationales : il considérait que les États étaient des entités égoïstes défendant avant tout leurs intérêts, par la force si besoin. T. Roosevelt a repris le concept de « destinée manifeste » afin de justifier l’expansionnisme et l’interventionnisme des États-Unis hors de ses frontières. « Nous ne pouvons pas rester confusément entassés dans les limites de nos frontières »[réf. nécessaire], affirme Theodore Roosevelt, bien que les États-Unis comptent alors moins de dix habitants au kilomètre carré[Quand ?].
En 1904, par ce qu’on appelle le corollaire Roosevelt à la doctrine Monroe, il affirmait le devoir des États-Unis à intervenir dans la zone des Caraïbes et de l’Amérique latine quand leurs intérêts seraient menacés.

#### Doctrine de Woodrow Wilson (1913-1921)
Le président Woodrow Wilson (1913-1921), au contraire, avait une vision idéaliste des relations internationales. Pour lui, les relations internationales devraient être harmonieuses et pacifiques grâce à l’obéissance des États à des règles de droit international et à un ordre garanti par des organisations supranationales. Wilson remettait en cause la diplomatie européenne traditionnelle, reposant notamment sur le secret.
Faisant sien le concept de « Destinée manifeste » pour affirmer la mission quasi divine des États-Unis de démocratiser le monde, il affirmait notamment :
« Je crois que Dieu a présidé à la naissance de cette nation et que nous sommes choisis pour montrer la voie aux nations du monde dans leur marche sur les sentiers de la liberté. »
Enfin, pour affirmer ses positions, Wilson reprenait les théories de Kant, selon lesquelles les démocraties ne se font pas la guerre. Le modèle démocratique américain était donc considéré comme le plus vertueux, garant de liberté, prospérité et sécurité : « L’Amérique est la seule nation idéale dans le monde […] L’Amérique a eu l’infini privilège de respecter sa destinée et de sauver le monde […] Nous sommes venus pour racheter le monde en lui donnant liberté et justice. ».

#### Doctrine de Franklin Roosevelt (1933-1945)
Tandis que Wilson avait profité de la fin de la Première Guerre mondiale pour imposer à tous les autres pays, avec les Quatorze points de Wilson, le modèle anglo-américain du libre échange et de la démocratie libérale, Franklin Roosevelt profite de la fin de la Seconde Guerre mondiale pour imposer le modèle américain d'abord aux pays vaincus (Allemagne et Japon), comme aux pays alliés, ensuite au monde entier avec la création en 1944 de la Banque mondiale et du FMI, puis par l'entremise de sa veuve Eleanor Roosevelt, la création en 1945 des Nations unies et de la Déclaration universelle des droits de l'homme.

#### L'impérialisme américain
Les États-Unis d'Amérique sont perçus[réf. nécessaire], et se perçoivent, comme le meilleur modèle de gouvernement du monde, la démocratie libérale, qui s’appuie  tant sur les libertés publiques inhérentes au libéralisme politique, que sur l’économie de marché propre au libéralisme économique. En tant que seul grand régime démocratique ininterrompu depuis le XVIIIe siècle, leur rôle est ainsi d'éclairer les autres Nations toujours prisonnières de l'arbitraire et la tyrannie.
Cette doctrine sera réactivée au milieu du XXe siècle par la doctrine de l'« Exceptionnalisme américain », dont l'un des promoteurs les plus connus est Talcott Parsons. Cette doctrine a en revanche été combattue par Pitirim Sorokin.
Avec l'effondrement du bloc soviétique en 1989, les États-Unis ont atteint un statut de puissance hégémonique planétaire, au point que l'on parlait de la Fin de l'Histoire à l'époque pour exprimer l'idée de l'expansion inéluctable de son idéologie libérale vers le monde non-occidental. Bien que ce rôle lui soit désormais disputé par la Chine, et dans une moindre mesure, par la Russie, ils demeurent la première puissance économique et militaire du monde, accompagnée d'un soft power de la même proportion.
L’impérialisme américain, teinté de destinée manifeste, qui est porté par les néoconservateurs à la fin du XXe siècle, est l’héritier des convictions de ces deux présidents. Il suffit d’examiner le discours politique du président George W. Bush au cours de ses deux mandats pour constater qu’il se réclame de la destinée manifeste et d’une mission presque divine, bien qu'éloignées pourtant des convictions wilsoniennes.
L'idée de destinée manifeste a notamment dérivé vers le concept de démocratie balistique selon Kurz, ce qui, à défaut d'armes de destruction massive, justifiait l'Invasion de l'Irak en 2003, a minima comme moyen de la libérer de la dictature de Saddam Hussein, malgré l'instabilité politique et la guerre civile qui ont suivi. Ainsi, le concept de « Nouveau Moyen-Orient » popularisé par la secrétaire d’État américaine Condoleezza Rice en 2006, était un projet destiné à dessiner les contours d’une future partition de la région après la guerre d'Irak de 2003 et le conflit israélo-libanais de 2006. Ce redécoupage du Moyen-Orient, qui n'a jamais été mis en application, prévoyait la naissance d'un Kurdistan indépendant ainsi que d'un « Baloutchistan libre ».

## Similitude avec l'idéologie impérialiste allemande duLebensraum(espace vital)
Le géographe allemand Friedrich Ratzel visite l'Amérique du Nord à partir de 1873 et peut voir la « destinée manifeste » américaine à l’œuvre,. Bien qu’éprouvant de la sympathie pour le concept, Ratzel n'a toutefois jamais utilisé cette expression. Il s'est plutôt appuyé sur la « Frontier Thesis » de Frederick Jackson Turner. Ratzel prône la création par l'Allemagne de colonies outre-mer en Asie et en Afrique, mais n’est pas favorable à une expansion dans les terres slaves. Par la suite, ses épigones allemands ont interprété à tort ses idées comme une défense du droit de la nation allemande à s'étendre sur les territoires voisins d'Europe ; cette notion a été plus tard incorporée dans l'idéologie nazie sous le nom de « Lebensraum ». Harriet Wanklyn (1961) soutient que la finalité de la théorie de Ratzel était de faire progresser la science et que les politiciens l’ont déformée à des fins politiques.